# Компютърен червей
Компютърният червей (computer worm) е самовъзпроизвеждаща се компютърна програма. Той използва компютърната мрежа, за да разпраща свои копия до крайните устройства (компютърните терминали в мрежата). За разлика от компютърния вирус, компютърният червей не се нуждае от прикачване към вече съществуваща програма. Червеите почти винаги причиняват вреда на мрежата, тъй като консумират от нейната пропускателна способност, докато вирусите почти винаги повреждат или променят файловете на заразения компютър.

## Защита от опасни компютърни червеи
Червеите се разпространяват, като използват пролуки в операционните системи. Всички търговци периодично предоставят актуализации, които ако бъдат инсталирани, спират разпространението на повечето червеи.
Потребителите трябва да бъдат внимателни, когато получават електронни писма от непознати и неизвестни податели и не трябва да отварят прикачените файлове в тях или да посещават уебсайтовете, към които сочат писмата. Въпреки това, с увеличаването на количеството и качеството на фишинг атаките остава възможността крайният потребител да задейства зловреден код.
Антивирусният и антишпионският софтуер помагат за елиминирането на заплахата, но трябва да бъдат актуализирани често, поне на няколко дни. Препоръчителна е също употребата и на защитна стена.